# Школа глобальних відносин Мунка
Школа глобальних відносин та державної політики імені Мунка при Університеті Торонто є міждисциплінарним академічним центром. Він пропонує різноманітні дослідницькі та освітні програми з питань глобалістики та державної політики. Школа є членом Асоціації професійних шкіл міжнародних відносин (Association of Professional Schools of International Affairs, APSIA). Вона також належить до кола закладів вищої освіти, які навчають студентів міжнародних справ. Програма магістратури з глобальних відносин Школи Мунка зазвичай отримує від 500 до 600 заявок на рік і приймає на програму 80 студентів.
Школа Мунка розташована у північному та південному крилах будівлі Девоншир-Гауз на Девоншир-Плейс, яка знаходиться в бібліотеці Джона В. Ґрема коледжу Триніті. У 2012 році школа відкрила друге приміщення в будівлі Обсерваторії за адресою Блюр-стріт-Вест, 315 (раніше будівля приймальної комісії та стипендій університету), де розташовані офіси Громадянської лабораторії та програми магістратури з глобальних відносин. Штаб-квартира програми магістра державної політики знаходиться в галереї Канадіана поруч із будівлею Законодавчих зборів Онтаріо.

## Історія

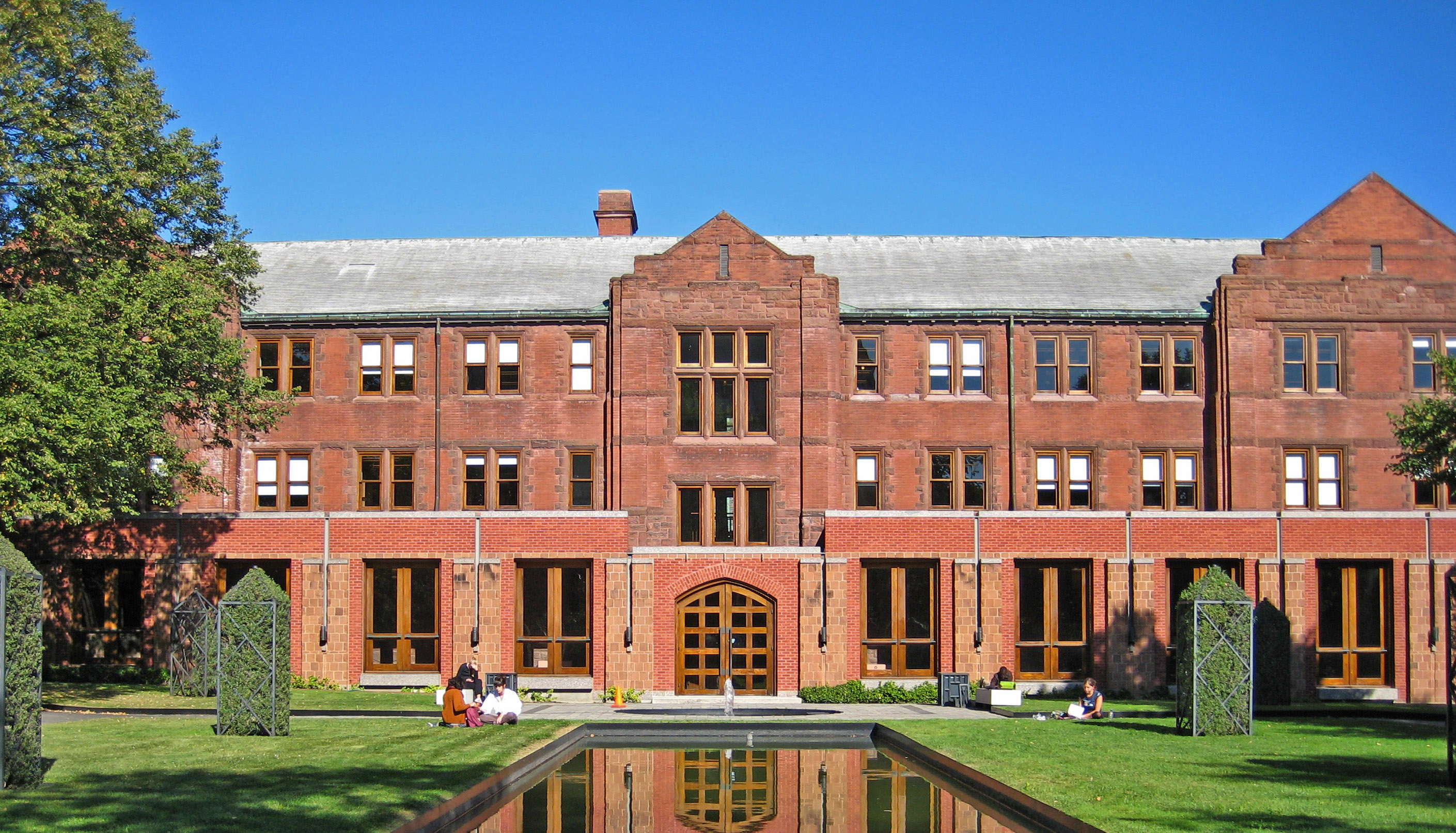
Девонширський будинок, головна будівля школи Мунка

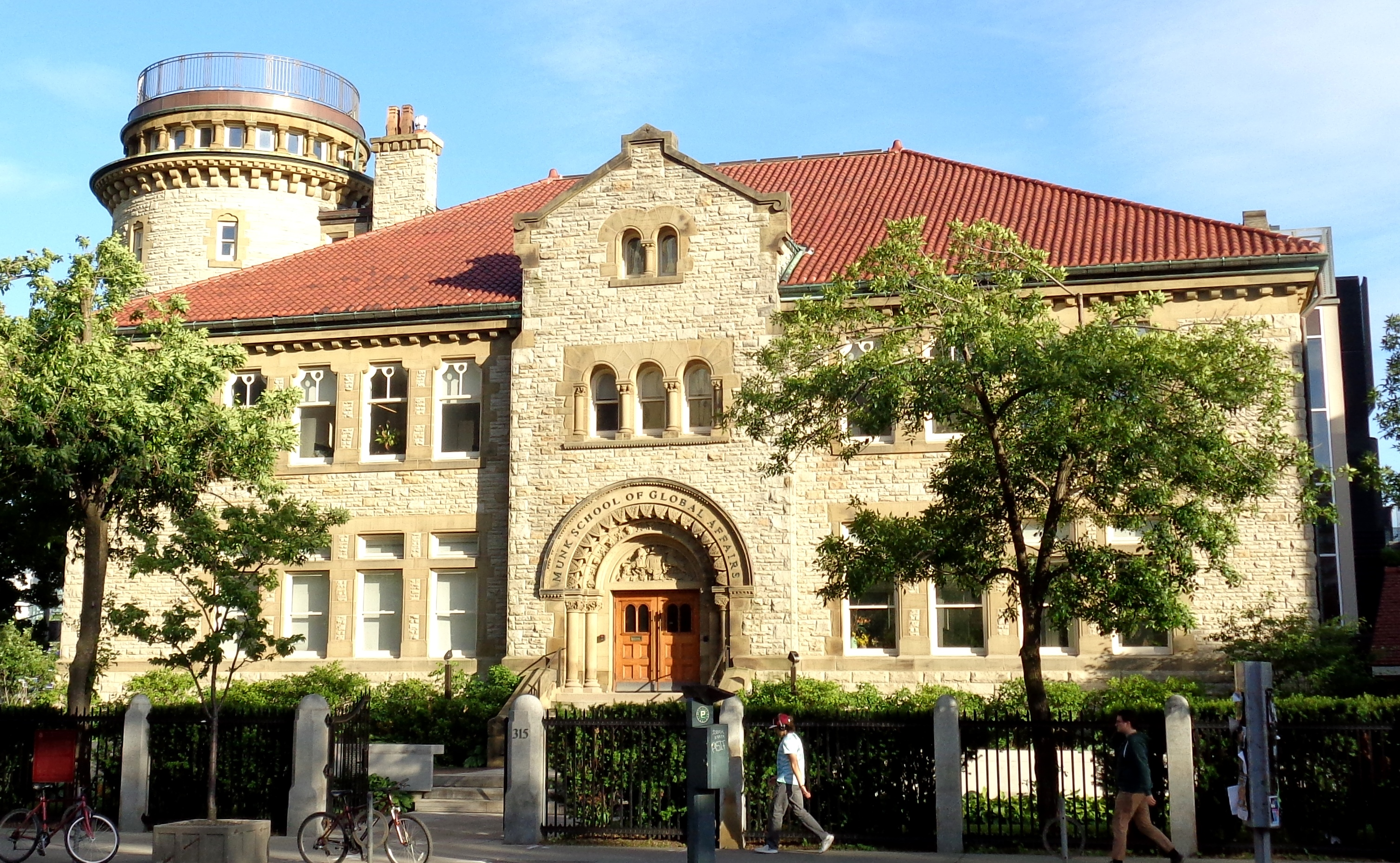
Середній корпус школи Мунка за адресою Блюр-стріт-Вест, 315

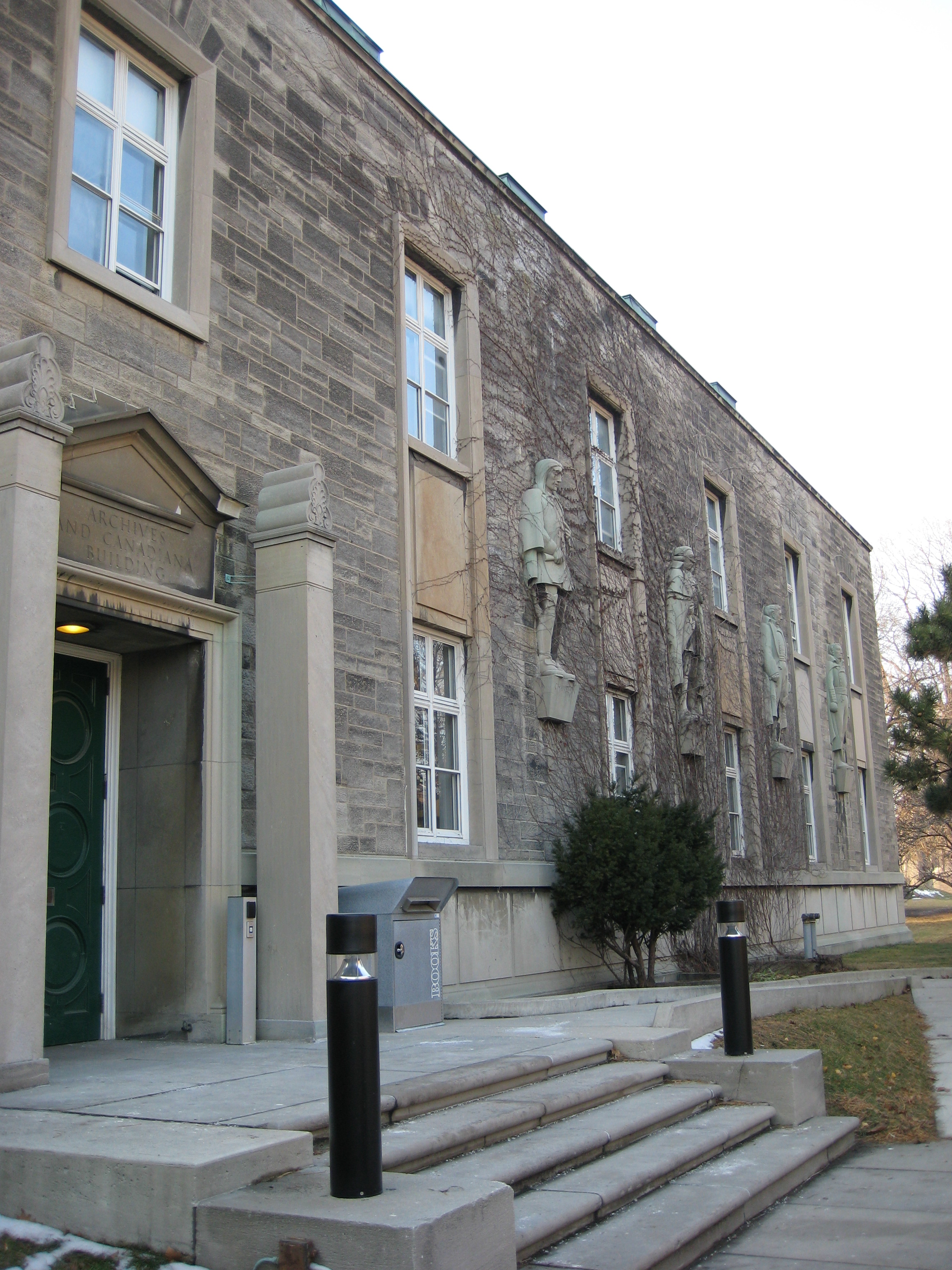
Магістратура з державної політики перебуває в Галереї «Канадіана».

Заснована у 2000 році як Центр міжнародних досліджень Мунка,  школа була названа на честь канадського бізнесмена та філантропа Пітера Мунка, який зробив початкову пожертву в сумі 6,4 мільйона доларів на фінансування будівництва. Школа займає історичний Девоншир-Гауз, колишній житловий корпус університетського Триніті-коледжу, а друга локація відкрилась у 2012 році за адресою Блюр-стріт-Вест, 315, завдяки спільному внеску у розмірі 80 мільйонів доларів від Фонду Пітера та Мелані Мунк, уряду Канади та уряду Онтаріо.
Студенти та викладачі критикували школу за прийняття 35 мільйонів доларів від Пітера Мунка у 2010 році та за умови угоди між школою та Пітером Мунком. Канадський інститут зовнішньої політики заявив, що ультраправі погляди Пітера Мунка несумісні з мандатом школи. Пол Гамель та Джон Валло, викладачі Університету Торонто, заявили, що угода зменшить академічну незалежність, дозволить родині Мунк формувати академічну роботу та визначати пріоритети університету замість викладачів та студентів. Крім того, кілька студентів та викладачів розкритикували рішення назвати школу на честь Мунка, посилаючись на звинувачення у завданні шкоди навколишньому середовищу та порушеннях прав людини компанією Barrick Gold в інших країнах. Ця гірничовидобувна компанія, заснована Мунком, була основним джерелом його багатства.
6 квітня 2018 року Торонтський університет оголосив про об'єднання Школи глобальних справ Мунка зі Школою державної політики та управління університету, щоб стати Школою глобальних відносин та державної політики Мунка. Злиття набуло чинності 1 липня 2018 року. Школа державної політики та управління була школою державної політики та державного управління, заснованою у 2006 році. Магістерська програма з державної політики провадиться в галереї Canadiana за адресою 14 Queen's Park Crescent West, це місце вважають своїм багато вчених з державної політики.
Школа Мунка пропонує дворічну програму магістра державної політики (MPP), основна навчальна програма якої зосереджена на практичних та прикладних аспектах політикотворення. Програма також включає оплачуване стажування протягом літа між першим та другим курсами. Серед партнерів школи для стажування є Канадська федеральна державна служба, Державна служба Онтаріо, місто Торонто, місто Міссісаґа, а також багато неурядових організацій та дослідницьких аналітичних центрів. У школі Мунка розташовувався Центр політичних інновацій Мовата – незалежний позапартійний аналітичний центр з питань державної політики – до його закриття у квітні 2019 року.
Навесні 2024 року Школу Мунка було визнано «небажаною організацією» в Росії.

## Керівництво
Директором-засновником була Дженіс Штайн, яка обіймала цю посаду до 2014 року. Потім школу очолював Стівен Туп до 2017 року, коли він став 346-м віцеканцлером Кембриджського університету. Після відходу Тупа тимчасовим директором став Рендалл Гансен, який очолював Центр європейських, російських та євразійських досліджень Школи.
12 листопада 2019 року Майкла Сабію було призначено директором школи Мунка, починаючи з лютого 2020 року. Він обіймав цю посаду до грудня 2020 року, коли уряд Канади призначив його заступником міністра фінансів. Професорку Шеріл Місак було оголошено тимчасовою директоркою Школи Мунка з 15 грудня 2020 року. Пітер Льовен був призначений директором у листопаді 2021 року та обіймав цю посаду до липня 2024 року, після чого він перейшов до Корнелльського університету на посаду декана Коледжу мистецтв і наук.

## Студентські справи

### Магістерські програми
Школа Мунка пропонує два магістерські ступені – магістра глобальних справ (MGA) та магістра державної політики (MPP).
Програма магістра глобальних справ (MGA) – це дворічний міждисциплінарний професійний ступінь, навчальна програма якого охоплює глобальні та фінансові системи, глобальне громадянське суспільство, а також глобальні стратегічні та безпекові питання. Програма вимагає від студентів проходження відповідного стажування в неурядовій організації, міжнародній організації, такій як ООН чи СОТ, або в посольстві чи консульстві за кордоном. Прийом до MGA є дуже вибірковим, щорічно від 500 до 600 заявників подають заявки на 80 місць на перший курс. Після загального першого року навчання студенти спеціалізуються в одній з трьох галузей: глобальна економіка та ринки, глобальне громадянське суспільство або глобальні інституції. Студенти MGA також можуть одночасно здобути ступінь MBA в Школі менеджменту Ротмана або ступінь доктора юридичних наук на юридичному факультеті Університету Торонто. Ступінь магістра в галузі управління (MGA) Школи Мунка також можна здобути як половину подвійного ступеня з Sciences Po, Школою управління Герті або Лондонською школою економіки (LSE).
Програма магістра державної політики (MPP) – це дворічний професійний ступінь, що зосереджується на практичних та прикладних аспектах політикотворення. Щороку приймається приблизно 80 студентів. Основні курси включають мікро- та макроекономіку, правовий аналіз, політологію та кількісні методи аналізу політики. Навчальна програма також включає п'ять факультативних курсів з внутрішньої політики, права та міжнародної політики, які можна пройти або в Школі Мунка, або на інших аспірантурних кафедрах кампусу Університету Торонто. Школа часто запрошує керівників державного сектору та зовнішніх дослідників для читання лекцій та знайомства студентів зі старшими фахівцями в уряді та широких кіл державного, приватного і громадського секторів. Студенти зобов'язані пройти стажування влітку між першим та другим курсом. Партнерами шкільного стажування є Канадська федеральна державна служба, Уряд Онтаріо, міська рада Торонто, місто Міссісаґа, а також багато неурядових організацій та дослідницьких аналітичних центрів. Студенти другого курсу програми MPP можуть стажуватись за обміном в установах-партнерах у Європі та Азії, включаючи Школу управління Герті (Берлін), Паризьку школу міжнародних відносин Sciences Po (Париж), Школу державної політики Лі Куан Ю (Сінгапур) та Національний аспірантський інститут державної політики (Японія).

### Інші ступені магістра
Школа Мунка також пропонує спільні ступені, включаючи спільну магістерську/докторську програму з південноазіатських досліджень, спільну магістерську програму з азійсько-тихоокеанських досліджень, спільну аспірантуру з етнічних та плюралістичних досліджень та спільну докторську програму з динаміки глобальних змін.

### Ступені бакалавра
Заснований як програма для здобуття ступеня у 1985 році та як центр у 2001 році, Центр Трюдо з питань миру, конфліктів та правосуддя адмініструє програму бакалаврату «Мир, конфлікти та правосуддя» (PCJ) у Школі глобальних відносин та державної політики Мунка. Програма PCJ, яку адмініструє Школа Мунка, є спільною ініціативою з Факультетом мистецтв і наук. Для завершення програми студенти повинні пройти кілька курсів з мистецтва та науки, зокрема з політології, економіки, статистики, психології та міжнародних відносин. Центр виник із програми досліджень миру та конфліктів, заснованої Анатолієм Рапопортом на початку 1980-х років. У 1990 році Томас Гомер-Діксон обійняв посаду директора та продовжував обіймати цю посаду до 2001 року, коли програма була інституціалізована як Центр Трюдо. Термін директорства Гомера-Діксона закінчився у 2007 році.
Окрім програми PCJ, Школа Мунка пропонує кілька бакалаврських академічних програм на факультеті мистецтв і наук. До них належать американістика, сучасні азіатські студії, європейські студії, угорські студії, державна політика, південноазіатські студії, а також програма Munk One, серія семінарів для першого курсу бакалаврату. На відміну від програми PCJ, хоча курси цих програм викладаються та навчальні плани складаються викладачами школи Мунка, факультет мистецтв і наук адмініструє програми та встановлює правила зарахування і завершення навчання.

### Прийом
Вступ на дворічну професійну програму магістра державної політики є дуже конкурентним. Зазвичай школа отримує понад 600 заявок лише на 80 місць для студентів першого курсу. Кандидатів відбирають на комплексній основі. Як мінімум, кандидати повинні мати чотирирічний ступінь бакалавра, із середнім балом успішності (GPA) за останній рік навчання в бакалавраті не менше 3,3 з можливих 4,0 або оцінку B. Однак, через велику кількість заявок, висококваліфікованих кандидатів набагато більше, ніж місць на перший курс, і простого виконання мінімальних вимог навряд чи буде достатньо для вступу. Школа оцінює кандидатів на основі 5 факторів: онлайн-анкети, заяви про мету, резюме або біографії, 2 академічних рекомендаційних листів та академічної успішності заявника. Крім того, кандидати можуть надати до двох додаткових рекомендаційних листів з іншого джерела (наприклад, від роботодавця або волонтерської організації). При визначенні вступу навчальний заклад розглядає як сильну заявку ту, яка має високий рівень відповідності між 5 супровідними документами та структурою й навчальними цілями програми MPP.

### Стипендії
Стипендія Кадаріо з державної політики – це академічна та грошова нагорода, яка вручається найкращим студентам другого року навчання в програмі. Нагороду було засновано та названо на честь Пола Кадаріо, старшого менеджера Світового банку у Вашингтоні та випускника Університету Торонто, після того, як він пожертвував 1 мільйон доларів Школі державної політики та управління Університету Торонто. Студенти MPP також отримали багато інших престижних зовнішніх стипендій та нагород, включаючи гранти Cancer Care ON, гранти Канадських інститутів досліджень здоров'я (CIHR), стипендії для випускників Онтаріо (OGS) та гранти Ради досліджень у галузі соціальних та гуманітарних наук (SSHRC).

### Студентське життя

#### Огляд державної політики та управління
«Огляд державної політики та управління» (PPGR) – це інтернет-журнал, керований студентами, який публікує статті студентів, науковців та лідерів у сфері політики з питань державних справ. PPGR — це платформа для сміливого та вдумливого аналізу, а також для різноманітних поглядів на сучасні політичні дебати та дискусії.
Видання фінансується та зберігається Школою глобальних відносин та державної політики імені Мунка при Університеті Торонто. Аспіранти керують його змістом, розробкою та діяльністю.

#### Ініціатива «Суспільне добро»
Ініціатива «Суспільне добро» (PGI) – це студентський проєкт, який об’єднує студентів Школи глобальних відносин та державної політики імені Мунка з громадськими організаціями, що можуть скористатися консультаційними послугами pro bono. PGI співпрацювала з такими організаціями, як United Way Toronto, Friends of the Greenbelt Foundation, Toronto City Summit Alliance, Maytree Foundation, People for Education, BC Centre for Social Enterprise, Mid Toronto Community Services та Ontario Association of Food Banks.

#### За межами заголовків
«Beyond the Headlines» (BTH) – це щотижнева радіопередача, яка пропонує справедливий та збалансований аналіз актуальних питань державної політики в Канаді. Годинна програма виходить в ефір з 11:00 ранку до 12:00 щопонеділка за східним часом на радіостанції кампусу Університету Торонто CIUT 89.5FM. У BTH працюють студенти (як нинішні, так і випускники), які є членами спільноти школи Мунка. Після першого року в ефірі BTH було визнано «Найкращим новим ток-шоу» на радіо CIUT 89.5FM. З моменту свого заснування у 2012 році, BTH брала інтерв'ю у відомих політиків, державних службовців, науковців та активістів, таких як Джош Колл, Лінн Моррісон, Мітці Гантер, Майк Лейтон, Тоні Дін, Дайєн Верніл, Лорі Скотт, Пітер Сінґер, Ґарфілд Данлоп, Ґреґ Сорбара, Рон Аткі та Майкл Ґайст.

#### Стипендія Кадаріо з державної політики
Стипендія Кадаріо з державної політики – це академічна та грошова нагорода, яка вручається найкращим студентам другого року навчання на програмі. Нагороду було засновано та названо на честь Пола Кадаріо, старшого менеджера Світового банку у Вашингтоні та випускника Університету Торонто, після того, як він пожертвував 1 мільйон доларів Школі державної політики та управління Університету Торонто.

## Дослідницькі центри, лабораторії та ініціативи
- Азійський інститут
  - Лабораторія досліджень азійських шляхів
  - Центр південноазіатських досліджень
  - Центр вивчення Кореї
  - Програма доктора Девіда Чу з досліджень Азійсько-Тихоокеанського регіону
  - Серія семінарів Східної Азії
  - Глобальна ініціатива з вивчення Тайваню
  - Серія семінарів Південно-Східної Азії
  - Форум Чайного Кола
- Центр європейських, російських та євразійських досліджень
  - Програма Українських студій імені Петра Яцика
  - Центр вивчення Франції та франкомовного світу
  - Спільна ініціатива з німецьких та європейських студій
  - Євразійська ініціатива
  - Глобальна міграційна лабораторія
- Центр вивчення глобальної Японії
- Центр вивчення Сполучених Штатів
- Програма Гарні з етнічних, імміграційних та плюралістичних досліджень
- Центр Трюдо з питань миру, конфліктів та правосуддя
- Центр сучасної міжнародної історії Білла Ґрема (під спільним наглядом Триніті-коледжу)
- Центр політичних інновацій Моват (закрито у 2019 році)
- Громадянська лабораторія
- Лабораторія глобальної економічної політики
- Лабораторія глобальної справедливості
- Глобальна міграційна лабораторія
- Лабораторія інноваційної політики
- Лабораторія політики, виборів та представництва
- Лабораторія міської політики
- Лабораторія народної історії
- «Пояс і шлях» у глобальній перспективі
- Майбутні навички
- Інститут глобальних ідей
- Ініціатива щодо доходів місцевих органів влади (LoGRI)
- Онтаріо 360
- Альянс Reach

### Центр політичних інновацій Мовата
Центр політичних інновацій Мовата був незалежним, безпартійним аналітичним центром з питань державної політики, що розташовувався в Школі Мунка. Він проводив прикладні дослідження державної політики та брав участь у громадському діалозі з федеральних питань, важливих для процвітання та якості життя Онтаріо та Канади. Центр Мовата мав мандат, який пропонував інноваційні, засновані на дослідженнях рекомендації щодо державної політики на благо канадців у всіх регіонах країни, включно з Онтаріо. Центр політичних інновацій Мовата засновано 2009 року початковим фінансуванням у розмірі 5 мільйонів доларів від уряду провінції Онтаріо. Центр названо на честь Олівера Мовата, прем'єр-міністра Онтаріо з найдовшим терміном перебування на посаді та батька конфедерації.

## Викладачі
Відомі нинішні та колишні викладачі
- Ріту Бірла, індійський історик
- Кім Кемпбелл, [31] прем'єр-міністр Канади
- Мел Каппе, секретар Таємної ради
- Ієн Д. Кларк, президент Ради університетів Онтаріо
- Джо Кларк, [31] прем'єр-міністр Канади
- Тоні Дін, канадський сенатор
- Шуман Ґосемаджумдер, [31] голова правління TeachAids
- Джозеф Гіт, філософ
- Майкл Ігнатьєв, лідер Ліберальної партії Канади
- Мішель Ламонт, соціолог
- Аманда Ленґ, журналістка
- Пітер Менсбрідж, журналіст
- Далтон Макґінті, прем'єр Онтаріо
- Білл Морно, міністр фінансів Канади
- Боб Рей[32], прем'єр Онтаріо
- Майкл Сабіа[31], генеральний директор BCE
- Тімоті Снайдер, [33] історик
- Джон Стекгауз, [31] головний редактор газети The Globe & Mail
- Дженіс Штайн, засновниця школи Мунка
- Майкл Таллох, генеральний суддя Онтаріо
- Пол Веллс[34], журналіст
- Кетлін Вінн, прем'єр Онтаріо

## Українська тематика

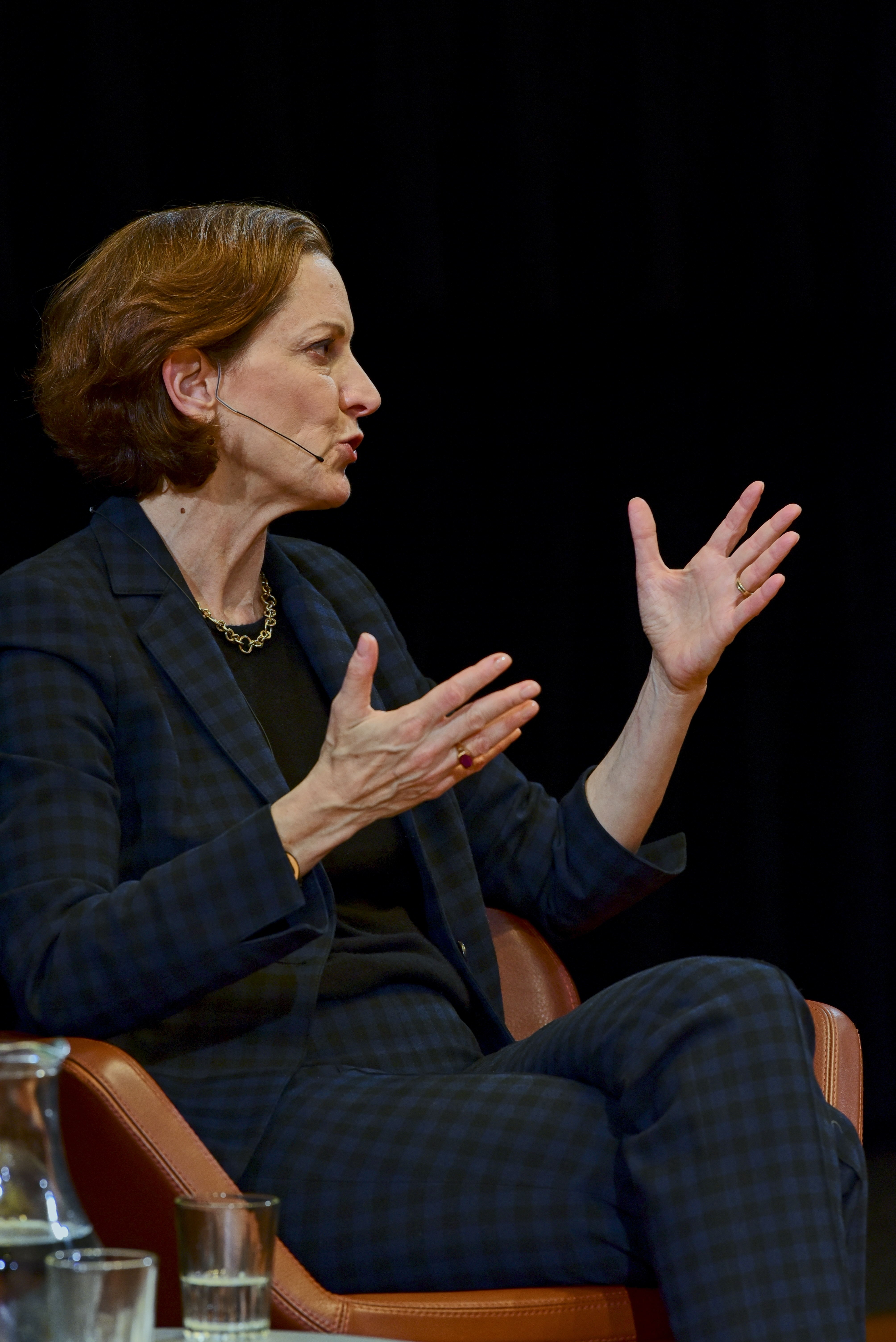
Енн Епплбаум представляє свою книжку про Голодомор, Торонто, 2017

У школі Мунка традиційно проходять щорічні читання щодо історії Голодомору. У 2010 році доповідь «Причини і наслідки Голодомору: голоди в Україні, 1932–33 рр.» виголосив Девід Марплз. У 2013 відбулася публічна лекція кандидата історичних наук Володимира В'ятровича, яку відкрив професор Павло Роберт Маґочій, «Услід за доказами: нові архіви і український визвольний рух». У 2017 році доповідь про Рію Клайман мав директор КІУСу Ярослав Балан  Відома дослідниця Енн Епплбаум отримала в 2018 році за книгу «Червоний голод: війна Сталіна в Україні» Премію Ґелбера, яка присуджується спільно журналом Foreign Policy та Школою глобальних відносин імені Мунка. В 2019 році спільно з Програмою вивчення України ім. Петра Яцика в Школі глобальних досліджень ім. Мунка запрошеним науковцем, що займається дослідженнями Голодомору, була Ірина Скубій, доцент Харківського національного технічного університету сільського господарства ім. Петра Василенка. А в 2023 році своїми дослідженнями поділилась Крістіна Гук з Університету Кеннесо в штаті Джорджія. Безпосереднім організатором цих лекцій у Школі Мунка традиційно виступає Дослідно-освітній консорціум із вивчення Голодомору.

## Зовнішні посилання
- Офіційний сайт
- Centres and Programmes at the Munk School
- University of Toronto School of Public Policy and Governance
- 2012-13 SPPG brochure
- 2007-08 SPPG brochure
- Public Policy and Governance Review
- The Mowat Centre
- The Public Policy and Governance Portal
- SPPG on Twitter

43°39′43.1″ пн. ш. 79°23′34.6″ зх. д. / 43.661972° пн. ш. 79.392944° зх. д.